# Veronica hederifolia
Veronica hederifolia es una especie de planta de la familia de las escrofulariáceas.

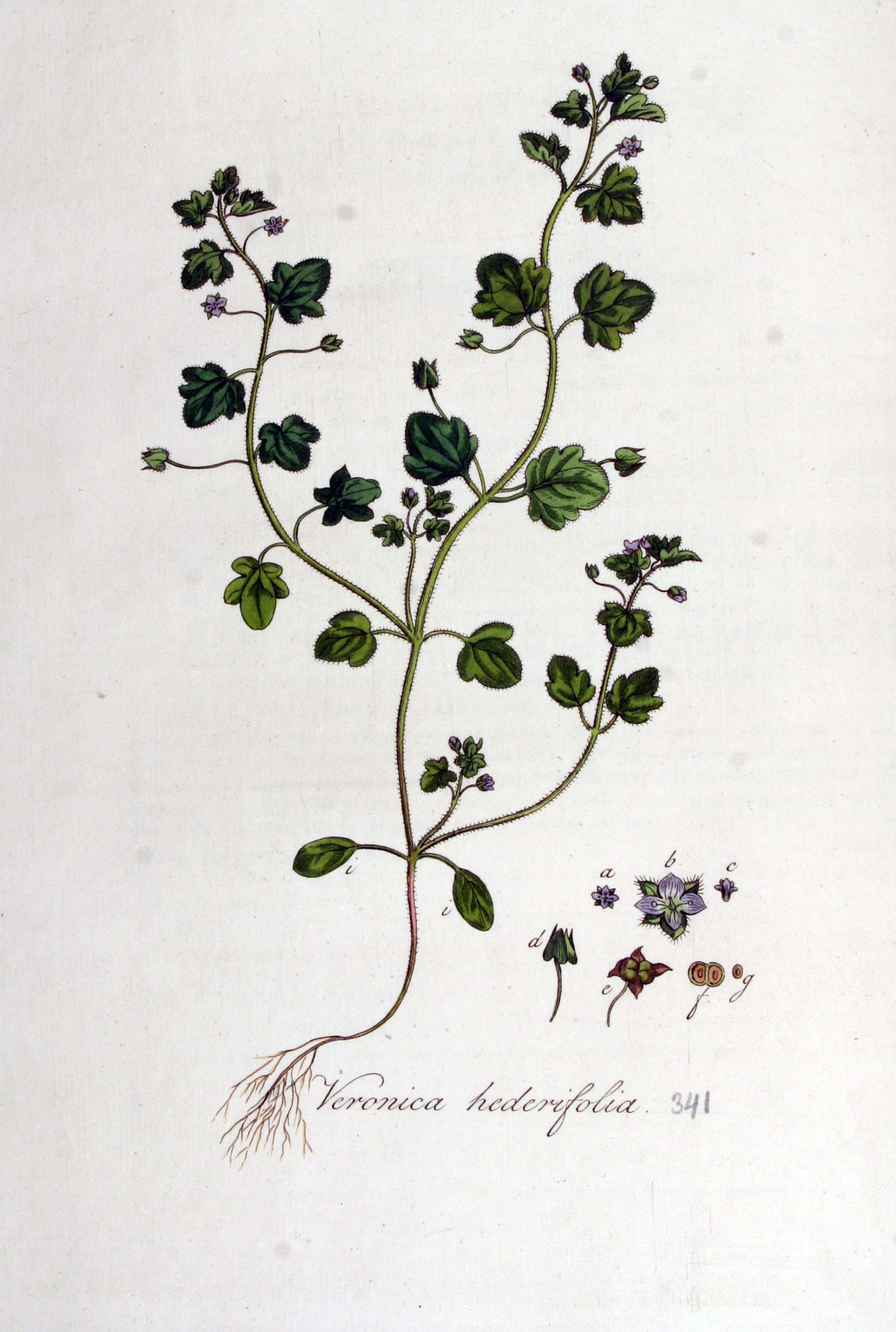
Ilustración

## Descripción
Planta  anual, extendida ramosa de 10-60 cm, de hojas redondeadas en su contorno con 3-7 lóbulos, el terminal más grande. Flores azul pálido con centro blanco, de 6-9 mm de diámetro; solitarias en axilas foliares con cabillos más cortos o iguales que las hojas. Lóbulos calicinos con pelos extendidos. Cápsula ligeramente cuatrilobulada, glabra. Florece en primavera y verano. 

## Hábitat
Habita en campos de labranza, muros y claros de bosques.

## Usos
Tiene propiedades antiescorbúticas y diuréticas

## Distribución
En toda Europa.

## Taxonomía
Senecio vulgaris fue descrita por Carlos Linneo y publicado en Species Plantarum 1: 13-14 13 1753.
Sinonimia
- Veronica sublobata M.A. Fisch.

## Nombres comunes
- Castellano: fuyín, hiedrezuela terrestre, hierba gallinera, meruia, moraca, moruquilla, oreja de ratón, pamplina basta, rabo de gato, té de Europa, titarra, titarrina, yerba gallinera, te de Europa.[2]

Sinónimos: